# Oberpallen
Oberpallen (luxembourgeois : Uewerpallen) est une section de la commune luxembourgeoise de Beckerich située dans le canton de Redange.

## Géographie
Oberpallen est situé à l'ouest du Gutland (ou Bon Pays) sur la rivière Pall.

## Géologie
Situé sur la partie inférieure du grès de Luxembourg, on y retrouve surtout des sols sablonneux (sable jaune).

## Histoire
Jadis, la localité d'Oberpallen était une commune indépendante. Elle a été intégrée à la commune de Beckerich par une loi communale du 25 juillet 1846.
Pendant la Seconde Guerre mondiale, le 10 mai 1940, jour du déclenchement de l'invasion du Luxembourg, Oberpallen est prise par les Allemands de l'Infanterie-Regiment Grossdeutschland qui a pour objectif de traverser la Meuse à Sedan.

## Localités voisines

### AuLuxembourg
- Colpach-Bas
- Ell
- Levelange
- Beckerich

### EnBelgique
- Guirsch
- Frassem
- Bonnert
- Tontelange

## Galerie

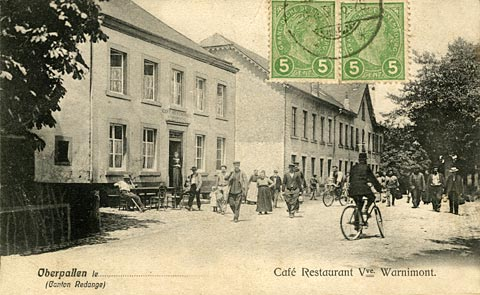
Oberpallen en 1907
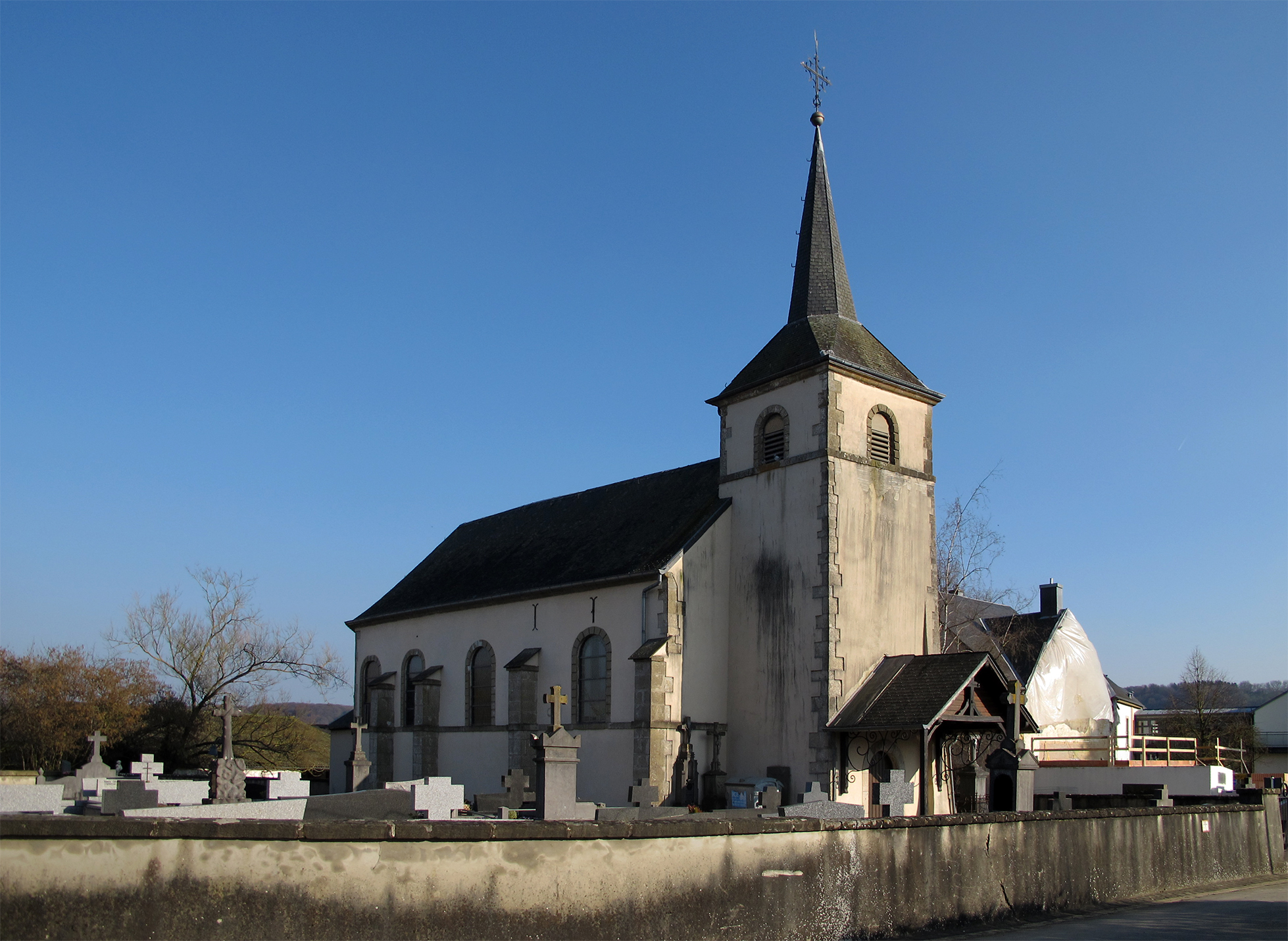
L'église Saint-Germain